# Elena Fabian-Aciu
Elena Fabian-Aciu (născută Elena Fabian; n. 1875, Bârsana, România – d. 3 iunie 1955, Cluj, România) a fost o prozatoare română și militantă pentru drepturile femeilor.
A studiat pedagogia la Budapesta în perioada 1894-1897, specializându-se în științe pedagogice, limbi străine, istorie și geografie.
A început să predea în 1897 la Școala civilă română din Beiuș (care avea să fie cunoscută mai târziu drept „Liceul de fete”). În 1919 a făcut o pauză de la predat pentru a se îngriji de soldații din spitalul din Oradea. În 1920 se transferă la Șimleul Silvaniei unde începe să predea la „Școala medie de fete”. Scrie pentru revistele culturale ale vremii: „Tribuna literară”, „Familia”, „Flori de crin”.
A făcut parte din Reuniunea Femeilor Române din Beiuș, susținând deschiderea bibliotecii Reuniunii, cât și din Reuniunea femeilor române sălăgene (1927). A fost președintă a Reuniunii Sfânta Maria a Femeilor Române Greco-Catolice (1935-1936).
A fost decorată cu medalia Crucea Regina Maria, clasa a II-a.

## Opere
- Din istoria neamului (1920);
- Maial (1921);
- Ileana Cosânzeana: Feerie melodramatică în trei acte și un tablou (1922);
- O șezătoare (1922);
- Inimi nobile (1924);
- Romana. Piesă națională într-un act pentru școlari și tinerime (1924);
- Bunica. Piesă ocazională petru serbarea națională de 10 Maiu în 2 acte (1926);
- Rosamunda. Alegorie eucharistică în patru acte și un tablou. Legenda lui Gral prelucrată pentru scenă de Elena dr. Aciu, n. Fabian (1927);
- Visul mamei (1930);
- Cuibul. Piesă ocazională de Paști pentru copiii de la grădiniță, cu cântece și dansuri populare în trei acte (1935).